# Metro w Ho Chi Minh
Ten artykuł dotyczy przyszłego wydarzenia. Informacje w nim zawarte mogą się zmienić wraz z pojawieniem się nowych faktów, a początkowe doniesienia mogą być niepewne. Ostatnie aktualizacje tego artykułu mogą nie odzwierciedlać najbardziej aktualnych informacji.
Metro w Ho Chi Minh – planowany system metra, który będzie obsługiwać Ho Chi Minh (znany również jako Sajgon) w Wietnamie. Sieć została zaproponowana w 2001 r., jako część kompleksowego planu sieci transportu publicznego, w tym Ho Chi Minh i sąsiednich prowincjach, w celu uniknięcia poważnych problemów korków, które miały wpływ na inne azjatyckie miasta (takich jak Hanoi). Większość sieci jest obecnie w fazie planowania, z projektami dla różnych linii uwzględniając dostępność funduszy. Pierwsza linia sieci, łącząca Bến Thành Market i Suối Tiên Park w dzielnicy 9, według planów powinna powstać w 2015 roku, jednak termin ten był wielokrotnie przekładany. Budowa drugiej linii rozpoczęła się w sierpniu 2010 r. Zakończenie planowane było na 2018 rok.